# Jaderná elektrárna Penly
Jaderná elektrárna Penly (francouzsky Centrale nucléaire de Penly) je provozní jaderná elektrárna ve Francii. Nachází se asi 10 kilometrů severovýchodně od města Dieppe. Leží na hranici obcí Penly a Saint-Martin-en-Campagne v Normandii na pobřeží Lamanšského průlivu. Celkový hrubý výkon elektrárny činí 2764 MW.

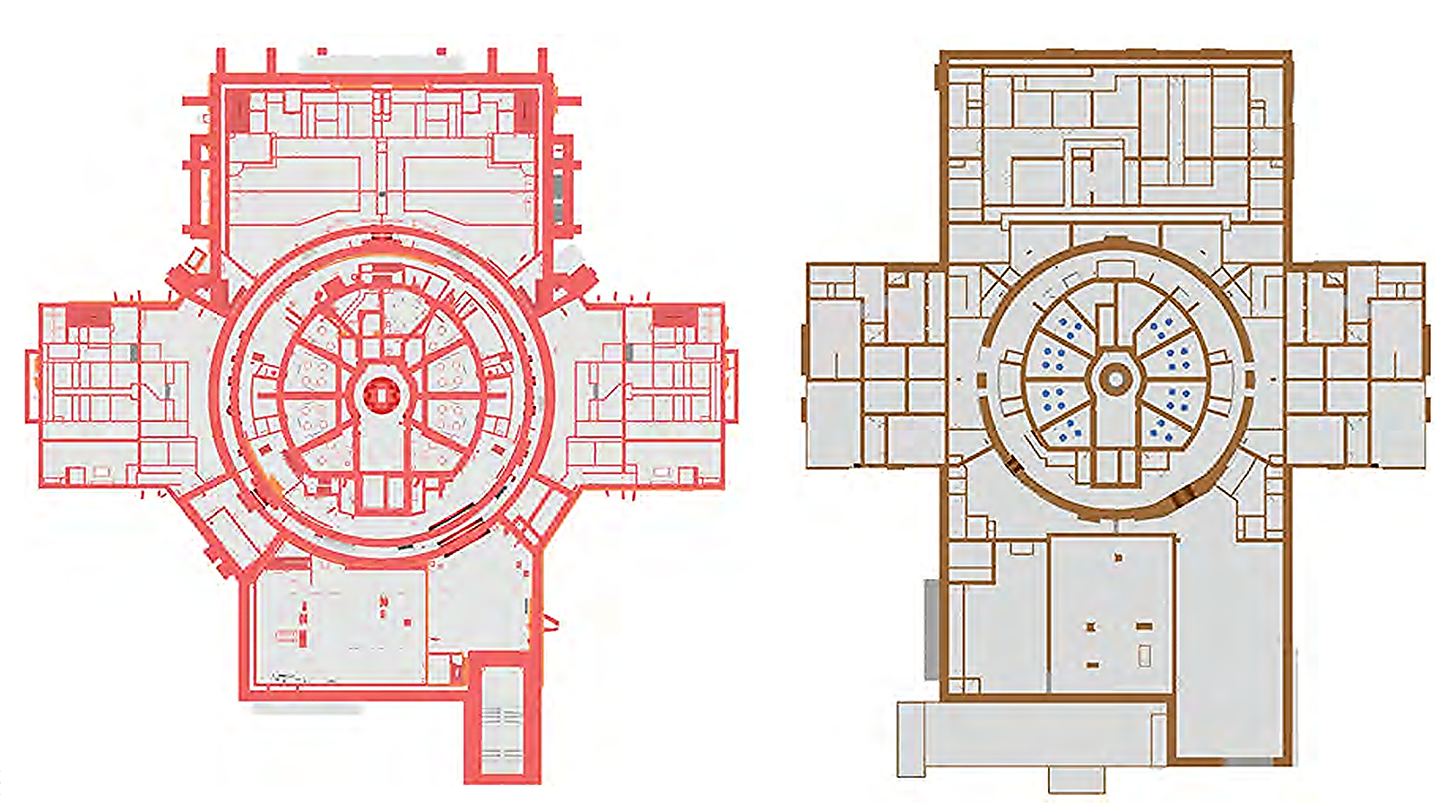
Rozdíl mezi EPR a EPR2 (vpravo)

## Historie a technické informace
Jaderná elektrárna zaměstnává asi 670 lidí na plný úvazek a je vlastněna a provozován francouzskou společností Électricité de France. K chlazení reaktorů se používá voda z Lamanšského průlivu.
Dva tlakovodní bloky typu P'4 REP 1300 mají každý hrubý výkon 1382 MW a do sítě dodávají 1330 MW. Celkový hrubý instalovaný výkon je 2764 MW. Do sítě dohromady dodávají v průměru asi 18 miliard kilowatthodin ročně, což odpovídá asi 80 % současné roční spotřeby Normandie.
V lednu 2009 francouzská vláda oznámila, že v Penly bude postaven třetí reaktor, druhý EPR v zemi. Výstavba byla ohlášena na rok 2012 s připojením k síti v roce 2017. V roce 2011, po jaderné katastrofě ve Fukušimě Daiichi EDF odložila veřejná slyšení o zahájení výstavby, čímž byl rok 2012 jako rok, kdy se má reaktor začít budovat zpochybněn.
V únoru 2013 ministr pro obnovu průmyslu Arnaud Montebourg uvedl, že plány na nový reaktor EPR v Penly byly zrušeny, přičemž ztracenou kapacitu výkonu nahradí masivní investice do obnovitelné energie.
Od roku 2019 EDF hledalo místo pro stavbu nového reaktoru a elektrárna Penly se jeví jako nejlepší možnost, jelikož se zde také nacházejí vykopané jámy pro zrušené dva zrušené reaktory P'4 REP 1300, jejichž výstavba byla zrušena na začátku 90. let.
V roce 2023 byly oznámeny plány na zahájení přípravných prací v roce 2024 a zahájení samotné výstavby v roce 2027 s rokem zprovoznění prvního bloku v roce 2035 a dalšího v roce 2037

### Nehody
- 9. června 2004 se lehce radioaktivní voda z rezervní nádrže sekundárního okruhu dostala do moře. Havárie neměla žádné oběti nebo zranění.[9]
- 11. října 2011 byla zaměstnanci elektrárny lokalizována radioaktivní kontaminace obličeje.[10]
- 5. dubna 2012 - 10 hasičských vozů zasahovalo k malému požáru v budově reaktoru. Detekce kouře způsobila automatické vypnutí reaktoru.[11][12]
- 6. dubna 2012 - V důsledku incidentu z 5. dubna 2012 unikla z kloubu potrubí radioaktivní voda do sběrných nádrží uvnitř budovy reaktoru. Incident byl klasifikován jako 1. stupeň na 7 bodové mezinárodní stupnici jaderných událostí.[13]

## Informace o reaktorech
| Reaktor | Typ reaktoru  | Výkon   | Výkon   | Zahájení výstavby | Připojení k síti | Uvedení do provozu | Uzavření |
| Reaktor | Typ reaktoru  | Čistý   | Hrubý   | Zahájení výstavby | Připojení k síti | Uvedení do provozu | Uzavření |
| ------- | ------------- | ------- | ------- | ----------------- | ---------------- | ------------------ | -------- |
| Penly-1 | Framatome P'4 | 1330 MW | 1382 MW | 1. 9. 1982        | 4. 5. 1990       | 1. 12. 1990        |          |
| Penly-2 | Framatome P'4 | 1330 MW | 1382 MW | 1. 8. 1984        | 4. 2. 1992       | 1. 11. 1992        |          |
| Penly-3 | EPR2          | 1600 MW | 1670 MW | 2027              |                  | 2035               |          |
| Penly-4 | EPR2          | 1600 MW | 1670 MW | 2027              |                  | 2037               |          |